# 리처드 프린스

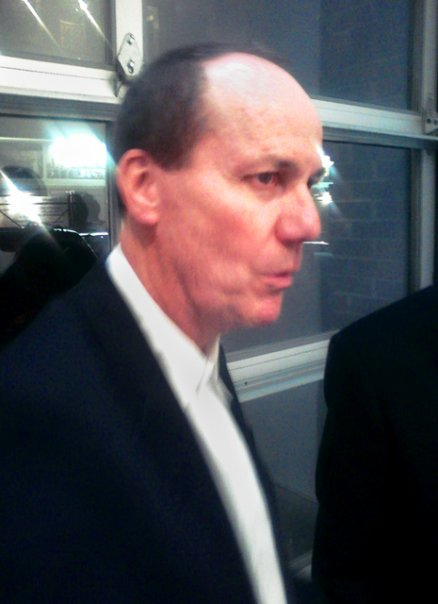

리처드 프린스(Richard Prince, 1949년 ~ )는 미국의 화가이자 사진가이다. 1970년대 중반, 프린스는 그가 그간 인연을 끊어왔던 그림과 콜라주를 만들었다. 샘 아벨의 사진을 재촬영한 그의 이미지 무제(Untitled (Cowboy))는 궐련 광고를 자기 것으로 만든 작품으로, 2005년 뉴욕 크리스티스에서 경매로 100만 달러 이상에 판매되었다. 뉴욕 타임스에 따르면 그는 그의 세대에서 가장 존경받는 미술가들 가운데 한 명으로 간주된다.

## 개인사
프린스는 뉴욕에서 미술가 Noel Grunwaldt라는 이름의 아내와 함께 살고있다.